# Tennaya Glacier
Der Tennaya Glacier ist ein Gletscher in der kanadischen Provinz British Columbia, im Zentrum des Mount Edziza Provincial Parks.

## Geographie
Der Tennaya Glacier ist einer von mehreren Gletschern, die die Eiskappe an der Ostseite des Mount Edziza im Nordwesten von British Columbia entwässern. Er liegt südöstlich des Gipfels des Mount Edziza und nordwestlich des Ice Peak im Quellgebiet des Tennaya Creek. Das Schmelzwasser des Tennaya Glacier nährt den Tennaya Creek, welcher in den Nuttlude Lake, eine Erweiterung des Kakiddi Creek, mündet.
Der Name des Gletschers wurde von der Geological Survey of Canada am 15. November 1979 vorgeschlagen und am 24. November 1980 offiziell anerkannt. Tennaya ist aus den Worten ten und naya der Sprache der Tahltan abgeleitet und bedeutet „Eis“ bzw. „herunter kommen“, was sich auf einen spektakulären Eisfall im oberen Tennaya Valley bezieht.

## Geologie
Die Gesteine am Kopf des Tennaya Glacier werden der oberen Gesellschaft (engl. assemblage) der Ice-Peak-Formation zugeordnet. Sie bestehen aus Trachyt, Benmoreit, Mugearit, Tristanit, Trachybasalt und Alkalibasalt, die in Form von Lavaströmen, Lavadomen und pyroklastischer Brekzie vorliegen. Am Kopf des Tennaya Glacier gibt es auch Trachyt und comenditischen Trachyt der Edziza-Formation, welche in Form von pyroklastischer Brekzie sowie den Ablagerungen von Laharen und Asche-Strömen und auch Lavaströmen und endogenen Lavadomen vorliegt.
Genau unterhalb der Schliffgrenze des Tennaya Glacier befindet sich ein rundlicher Hügel, der vollständig von oberflächlichen Ablagerungen bedeckt ist und die Quelle eines Alkalibasaltstroms der Big-Raven-Formation gewesen sein könnte.:228 Dieser Lavastrom bewegte sich das Tennaya Valley bis in die Nähe des Kakiddi Lake herab und überwand dabei eine schmale, keilförmige Scharte, die das Ergebnis der Erosion eines Trachyt-Stroms entlang der Nordkante der älteren und dickeren Kakiddi-Formation ist.